# Breitenbach-Talbrücke
Die Breitenbach-Talbrücke im nordhessischen Schwalm-Eder-Kreis ist eine etwa 440 m lange und maximal 48 m hohe, zweigleisige Eisenbahnbrücke der Schnellfahrstrecke Hannover–Würzburg bei Streckenkilometer 163,1, etwa 1 km nordöstlich des Melsunger Stadtteils Röhrenfurth, im nördlichen Teil auf dem Gebiet der Gemeinde Körle. Nördlich davon schließt der Erbelbergtunnel an, südlich der Hainbuchtunnel. 
Die Breitenbach-Talbrücke wurde 1986 bis 1988 errichtet und im Juni 1991 eröffnet. Sie ist eine Hohlkastenbrücke aus Spannbeton, hat 10 Felder mit einer Stützweite von 44 m und einer Höhe von maximal 48 m über Grund. Sie entspricht in der Bauweise dem Standard, der auch an zahlreichen anderen Brücken dieser Schnellfahrstrecke verwendet wurde.
Die Gradiente fällt nach Süden ab.

## Geographische Lage
Die Brücke steht knapp 1 km nordöstlich von Röhrenfurth und überspannt das Tal des rechten Fulda-Zuflusses Breitenbach und eine Straße, die einen Wildpark mit Ausflugsgaststätte erschließt.

## Überbau

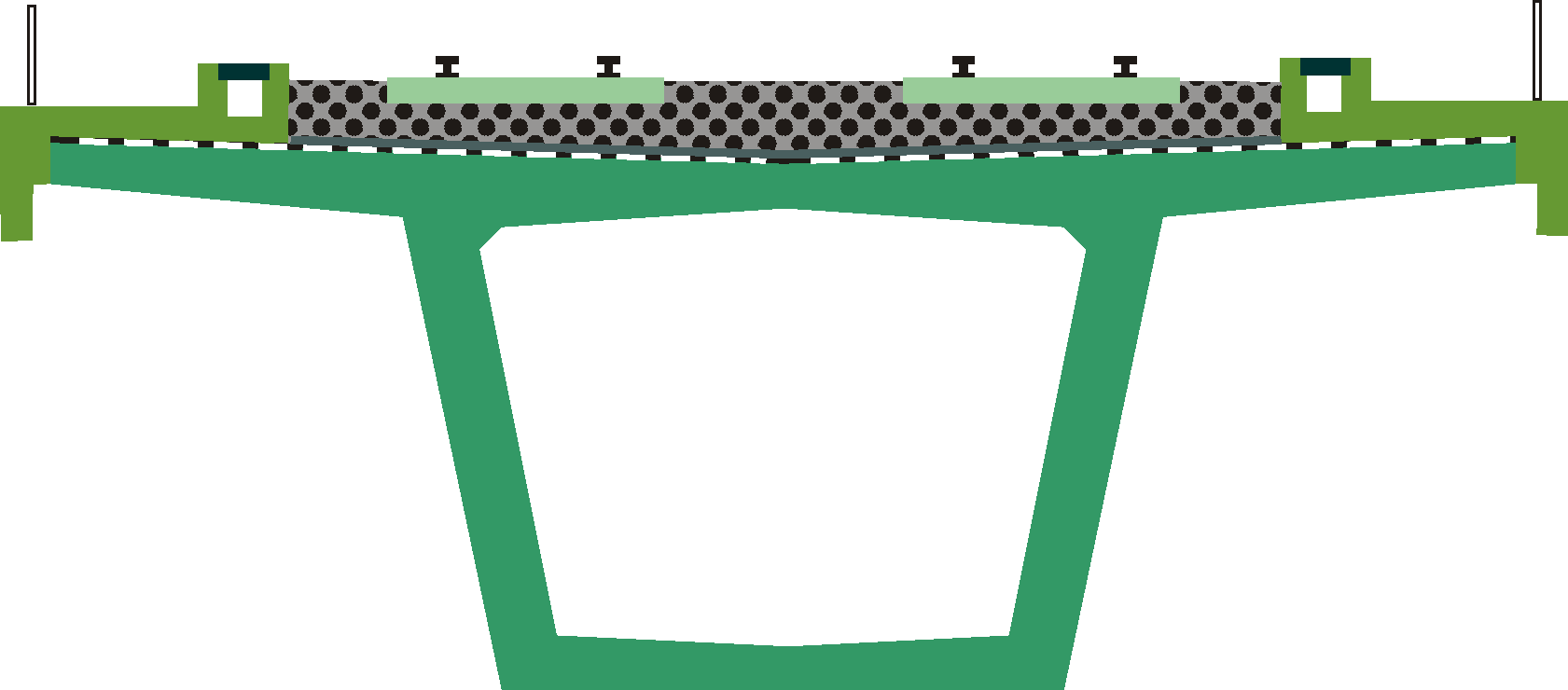
Querschnitt des Überbaus

Der Überbau besteht aus einer Kette von 10 Einfeldträgern. Dadurch ist der spätere Austausch einzelner Brückensegmente möglich. Die Querschnittsform ist ein einzelliger Stahlbetonhohlkasten mit geneigten Stegen, in Längsrichtung vorgespannt. Zusätzlich ist die Fahrbahnplatte in Querrichtung vorgespannt. Bei einer Überbaubreite von 14 m betragen die Stützweiten einheitlich 44 m. Bewegungsfugen mit Schienenauszügen sind an den Brückenenden vorhanden.

## Geschichte
In der Planungsphase lag die Brücke im Planungsabschnitt 13 im Mittelabschnitt der Strecke. Mit der Bauüberwachung war das Straßenbauamt Kassel beauftragt. Die Brücke ging 1991 zusammen mit der Schnellfahrstrecke in Betrieb.